# Arubaische Fußballnationalmannschaft der Frauen
Die arubaische Fußballnationalmannschaft der Frauen repräsentiert den karibischen Insel-Staat Aruba im internationalen Frauenfußball. Da der nationale Verband Arubaanse Voetbal Bond Mitglied im Weltverband FIFA und im Regionalverband CONCACAF ist, ist die Mannschaft für die Teilnahme an der Qualifikation zur CONCACAF W Championship berechtigt. Weiter tritt die Mannschaft auch in der Qualifikation für die Olympischen Spiele an.

## Geschichte
Das erste Spiel der Geschichte für die Mannschaft, fand in der ersten Runde der Karibik-Qualifikation zum CONCACAF Women’s Gold Cup 2006 statt. Hierbei war man auch Gastgeber der Qualifikationsgruppe. Eigentlich hätte auch Haiti in dieser Gruppe mitspielen sollen, erhielt jedoch keine Erlaubnis zur Einreise. So trug die Mannschaft ihr erstes Spiel gegen die Niederländischen Antillen aus und verlor hier zumindest nur mit 1:2. Danach folgte dann auch noch eine 0:3-Niederlage gegen Suriname.
Bis zur nächsten Teilnahme dauerte es allerdings einige Zeit, da man an den zwei darauffolgenden Qualifikationsphasen nicht teilnahm. Erst zur Qualifikation zum Turnier im Jahr 2018 nahm man schließlich wieder teil. Hier setze es dann mit einer 0:11-Niederlage gegen Kuba erst einmal eine derbe Niederlage hinnehmen musste. Nur ein paar Tage danach, gelang mit einem 2:1 über Anguilla aber auch erstmals ein Sieg in der Qualifikation. Dies verblieb aber der einzige Punktgewinn und so schloss man auf dem Vorletzten Platz seiner Gruppe ab. Auch die Qualifikation für die CONCACAF W Championship 2022, startete dann aber gleich mit einer deutlichen 1:7-Niederlage gegen El Salvador. Der einzige Punktgewinn in den vier Spielen hier, kam dann auch nur aus einem 1:1 gegen Belize. Damit landete man diesmal gar auf dem letzten Platz der Gruppe.

## Weltmeisterschaft
| - 1991: keine Teilnahme, erstes Spiel erst 2006 - 1995: keine Teilnahme, erstes Spiel erst 2006 - 1999: keine Teilnahme, erstes Spiel erst 2006 - 2003: keine Teilnahme, erstes Spiel erst 2006 - 2007: nicht qualifiziert | - 2011: nicht gemeldet - 2015: nicht gemeldet - 2019: nicht qualifiziert - 2023: nicht qualifiziert |

## CONCACAF W Championship / CONCACAF Women’s Gold Cup
| - 1991: keine Teilnahme, erstes Spiel erst 2006 - 1993: keine Teilnahme, erstes Spiel erst 2006 - 1994: keine Teilnahme, erstes Spiel erst 2006 - 1998: keine Teilnahme, erstes Spiel erst 2006 - 2000: keine Teilnahme, erstes Spiel erst 2006 - 2002: keine Teilnahme, erstes Spiel erst 2006 | - 2006: nicht qualifiziert - 2010: nicht gemeldet - 2014: nicht gemeldet - 2018: nicht qualifiziert - 2022: nicht qualifiziert |